# Estação de Mascot
A Estação de Mascot foi uma base da Real Força Aérea Australiana (RAAF) que operava a partir do aeródromo civil de Sydney em Mascot, Nova Gales do Sul, durante a Segunda Guerra Mundial. Nesta estação esteve colocada a Escola de Treino de Voo Elementar N.º 4 entre 1940 e 1942, e as unidades de comunidações N.º 2 e N.º 3 também aqui estiveram colocadas durante o conflito. Depois de 1946 o espaço foi modernizado para se tornar no Aeroporto de Sydney.